# Goat Simulator
Goat Simulator (Simulador de Cabra em português) é um jogo de simulação com perspectiva em terceira pessoa desenvolvido pela Coffee Stain Studios. Foi lançado para Microsoft Windows via Steam em 1 de Abril de 2014, e as versões para o Mac OS X e Linux foram liberadas em 27 de junho de 2014.
No jogo o jogador controla uma cabra que visa fazer o máximo dano possível em torno de um mapa de mundo aberto, sem quaisquer outros objetivos maiores. O jogo, desenvolvido inicialmente como um protótipo de uma piada e mostrado em um estado alfa no início de vídeos do YouTube, foi recebido com entusiasmo e atenção, o que levou o estúdio a construir o jogo em um estado disponível controlando vários bugs e falhas para manter o valor de entretenimento do jogo.
O jogo recebeu críticas mistas, com alguns críticos elogiando o título bem-humorado para se experimentar, enquanto outros criticaram a dependência do jogo em mídias sociais para popularizar o título de outra forma simples e com bugs (a última é intencional ter bugs no jogo, apenas os crash e outros tipos de bug que afetam o jogo são corrigidos).
Além do mapa original, foi adicionado um novo mapa (chamado de Goat City Bay) na versão 1.1 do jogo. 
No final de 2014 o jogo recebeu uma expansão (somente para dispositivos Steam) no qual ele é transformado em um MMORPG que parodia as versões online do estilo. Esta expansão foi disponibilizada gratuitamente para quem já havia adquirido o jogo e recebeu o nome de Goat MMO Simulator. Em setembro de 2015, a expansão também foi disponibilizada para dispositivos móveis.
Em maio de 2015, recebeu uma nova expansão. GoatZ é uma paródia dos games de ação onde o protagonista luta contra zumbis. Essa nova roupagem do game, além de PC e Mac, recebeu uma versão para Android e iOS. 

## Ligações Externas
- Site oficial